# Georg Benick
Georg Ludwig Benick (* 2. Juli 1901 in Lübeck; † 11. Januar 1992 ebenda) war ein deutscher Jurist und Entomologe. Sein Autorenkürzel ist G. Benick.

## Leben
Georg Benick war ein Sohn des Lehrers und Konservators am Museums für Naturkunde im Museum am Dom, dem heutigen Museum für Natur und Umwelt Lübeck, Ludwig Benick. Sein Vater hatte früh mit dem Sammeln und Beschreiben von Käfern begonnen. Er galt als führender Spezialist für die Staphiliniden (Kurzflügler)-Subfamilien Steninae, Megalopsidiinae und Euaesthetinae (Coleoptera).
Georg Benick besuchte das Katharineum zu Lübeck bis zum Abitur 1921. Er studierte Rechtswissenschaften an den Universitäten Tübingen und Kiel. Er war Mitglied der Studentenverbindungen Landsmannschaft Ghibellinia Tübingen (seit 1921) und Landsmannschaft Troglodytia Kiel. 1925 wurde er in Kiel mit einer Dissertation zum Recht neutraler Staaten auf Waffengebrauch zur Verteidigung ihres Gebietes zum Dr. jur. promoviert.
1927 trat er in eine Anwaltskanzlei in Lübeck ein. Er spezialisierte sich auf deutsches und internationales Transportrecht. 1935 machte er sich mit seiner Kanzlei selbständig. Er war auch Fachanwalt für Steuerrecht und Notar. Die Kanzlei besteht als Sozietät bis heute. Im Zweiten Weltkrieg diente er in einer Transportkompanie.
In Hamburg lernte er 1944 den Zahnarzt und Koleopterologen Gustav Adolf Lohse kennen, woraus sich eine lebenslange Freundschaft und Zusammenarbeit entwickelte.
Von seinem Vater erbte er eine große Sammlung, die er noch vermehrte, und ein besonderes Interesse an Staphiliniden (Kurzflüglern). Sein Spezialgebiet war das Subgenus Atheta. Sein erster Artikel dazu mit der Erstbeschreibung von Atheta ermischi erschien 1934.

## Nachlass
Seine schon von seinem Vater begonnene Staphiliniden-Sammlung kam an das Muséum d’histoire naturelle de la Ville de Genève in Genf. Der regionale Teil ging an das Naturhistorische Museum Lübeck.

## Werke
- Das Recht neutraler Staaten auf Waffengebrauch zur Verteidigung ihres Gebietes. Kiel, Rechts- und staatswissenschaftliche Diss., 1925
- Neue Atheten (Col.Staphyl.) aus Deutschland und den zunächst gelegenen Ländern. Stuttgart: Staatliches Museum für Naturkunde 1975 (= Stuttgarter Beiträge zur Naturkunde 273)